# Гигантски пустинен космат скорпион
Гигантските пустинни космати скорпиони (Hadrurus arizonensis) са вид паякообразни от семейство Caraboctonidae.
Таксонът е описан за пръв път от Хенри Елсуърт Юинг през 1928 година.

## Подвидове
- Hadrurus arizonensis arizonensis
- Hadrurus arizonensis austrinus
- Hadrurus arizonensis pallidus